# シュランゲンバート
シュランゲンバート (ドイツ語: Schlangenbad) は、ドイツ連邦共和国ヘッセン州ダルムシュタット行政管区のラインガウ＝タウヌス郡に属す町村（以下、本項では便宜上「町」と記述する）である。温泉街道とも呼ばれる連邦道 B260号線沿いに位置し、州都ヴィースバーデンの西に直接境を接している。この町はヘッセン州で最も古くから知られた温泉地とされている。「シュランゲンバート」（直訳: ヘビの温泉）という名前は、穏やかな地中海性気候のために町内に棲息するクスシヘビに由来する。
シュランゲンバートの町は、連邦平均を大きく超える 131 % の購買力を示しており、ニーデルンハウゼンについでラインガウ＝タウヌス郡で2番目に住民1人あたりの購買力が高い町である。

## 地理

### 位置と自治体の構成
シュランゲンバート地区、すなわちこの町の中心地区は、森の豊かなホーアー・タウヌス山地の、ヴァルマー・バッハ川がヴァルフ川に合流する付近に刻み込まれた谷の斜面、海抜 320 m に位置する湯治場である。シュランゲンバートはヴィースバーデンから 12 km、エルトヴィレ・アム・ラインから 7 km、バート・シュヴァルバッハから 7 km の距離にある。
長く延びた町域は、 13 km を超え、そこに地区が鎖状に点在する。東のゲオルゲンボルンから中核地区のシュランゲンバート、ヴァムバッハ、ベールシュタットを経て、最も高い地区でルフトクアオルト（空気の清浄な保養地）ハウゼン・フォア・ヘーエ (483 m) に至り、さらにグラートバッハタールに入って、オーバーグラートバッハやニーダーグラートバッハを越えて、西のヒンターランツヴァルトやヴィスパータールに達する。
町域の最高地点は、タウヌス・ヴンダーラントの近くにあたるホーアー・ヴンルツェルの西斜面で、高度は約 544 m である。最低地点は、シュランゲンバート営林署やノイ＝ミューレ近くのヴァルフタールにあり、高度は 210 m である。

### 隣接する市町村
シュランゲンバートは、北はバート・シュヴァルバッハ、東はタウヌスシュタインおよびヴィースバーデン、南はエルトヴィレ・アム・ラインおよびキートリヒ、西はエストリヒ＝ヴィンケルと境を接している。

### 気候とヘビ
シュランゲンは、夜にはかなり冷え込むものの、急激な変化に乏しい穏やかな気候である。その温和な気候は地中海性気候と比較しうる。このことと、ヴァルフ川の水温によって、全般的な気候の寒冷化後もクスシヘビの群が維持された。この蛇は、温暖な時代には中央ヨーロッパ全域に分布していたが、現在では地中海地方と、チェコ、ポーランド、ドイツの特に暖かい場所だけに棲息している。「シュランゲンバート」（直訳: ヘビの温泉）という地名は、クスシヘビが棲息していることに由来し、紋章にも冠を被った蛇が描かれている。
年に何度も、様々な団体によって、クスシヘビのガイドツアーが開催される。温泉街道/バイパス道路の5本のアンダーパスは、道路管理局の調整措置の一環で、ダルムシュタット行政管区政府および自然保護館協会と共同で「横断補助通路」として設けられた。

## 歴史
シュランゲンバートは、1694年にヴァルマー・バッハ川河口の高台に温泉として拓かれ、1818年に町となった。この集落の昔の名称には、Warme Mühlen（1482年）, Amtmannsbad（1687年）, Karlsbad（1693年）, Schlangenbad（1700年）、Schlangen Bad（1708年）がある。リーゼロッテ・フォン・デア・プファルツは Schlangenbadt と何度も書いている。その最初は1699年の異母妹アメリーゼ宛の手紙であった。シュランゲンバートでは、1949年6月15日に西側の3つの占領地区の首相会議が行われた。ここではドイツ連邦議会の第1回選挙のための選挙法や、投票日の調整（1949年8月14日）が決定された。

### 町村合併
隣村のゲオルゲンボルンは、1928年にヴィースバーデンに合併したが、1939年4月1日に所属を替えて、これ以後ウンタータウヌス郡シュランゲンバートの地区として統合された。ヘッセン州の地域再編の前段階として、まず1971年12月31日にヴァムバッハがシュランゲンバートに自主的に合併した。1972年7月1日にベールシュタット、ハウゼン・フォア・デア・ヘーエ、ニーダーグラートバッハ、オーバーグラートバッハがこれに続いた。

## 行政

### 議会
この町の町議会は25議席で構成される。

### 首長
マルコ・・アイリング (CDU) は2018年10月28日の選挙で 56.0 % の票を獲得して町長に選出された。この選挙の投票率は 70.9 % であった。彼は2019年3月1日に町長に就任した。

### = 過去の首長
ヘッセン州では、1993年から市町村長は6年ごとに直接選挙で選出される。
- 1994年 - 1998年: クラウス＝ペーター・ヴィルシュ (CDU)
- 1999年 - 2006年（引退[11]）: デトレフ・ジーバー (SPD)
- 2007年 - 2019年: ミヒャエル・シュレッパー (FDP)

### 姉妹自治体
- クラポンヌ（フランス語版、英語版）（フランス、メトロポール・ド・リヨン）[12]

### 紋章
図柄: 緑地。3本の銀色（白）の波帯の上に、冠を被り、赤い舌を出した、S字型にくねる金色のヘビ。
この町を象徴する蛇の図柄は、ヘッセン州立浴場入口の上にその意匠が掲げられており、1956年のヘッセンの町の紋章台帳に記載されている。

## 文化と見所

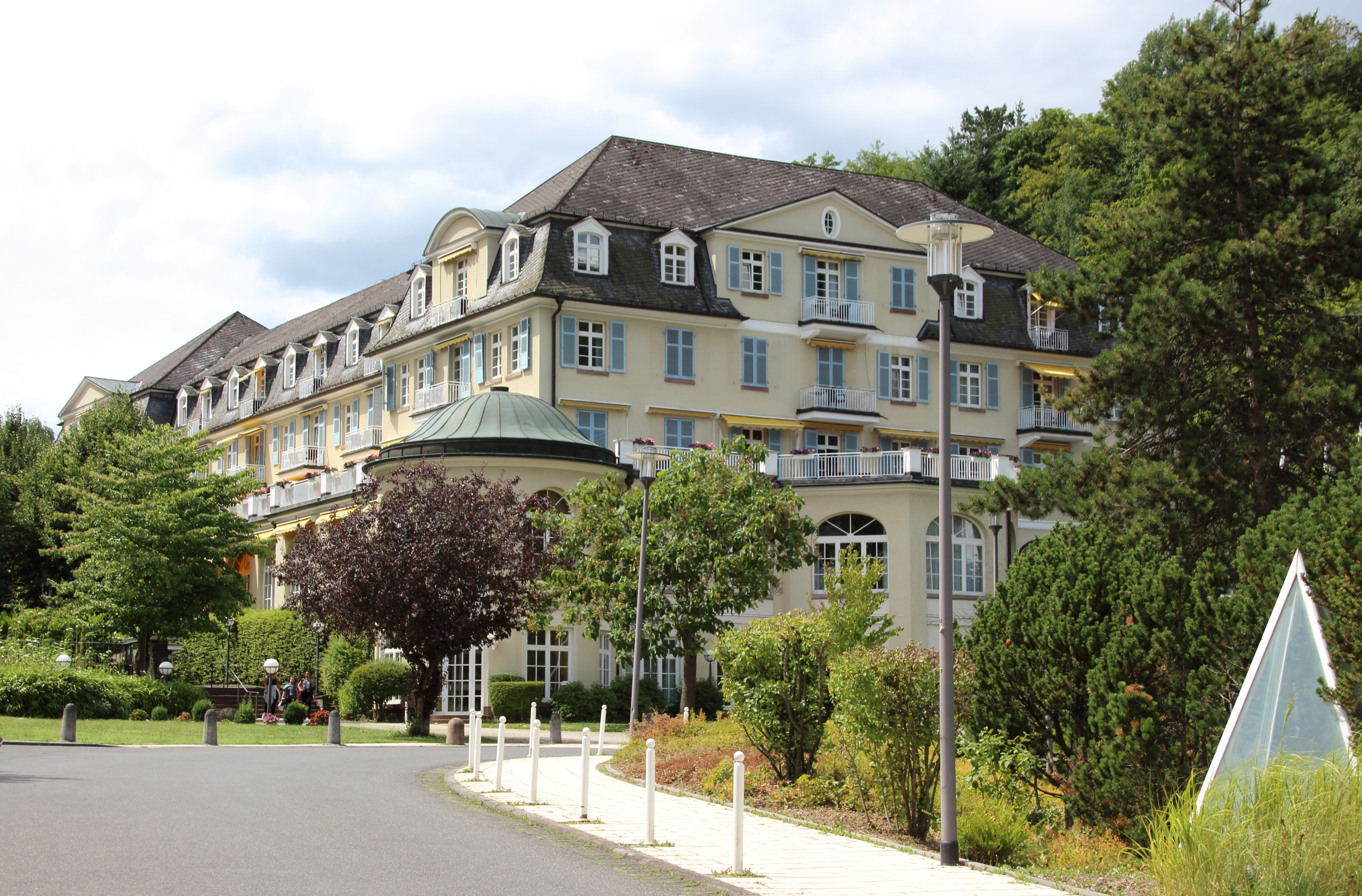
パークホテル・シュランゲンバート

### 建築
1907年建造の福音主義クリストゥス教会は、建築家ルートヴィヒ・ホフマンの代表作の一つである。パークホテル・シュランゲンバートの設計はオイゲン・リュックガウアーによってなされた。

## 経済と社会資本

### レジャー・スポーツ施設
- サウナのある屋外温水プール
- エスクラープ＝テルメ
- シュランゲンバート・テニス広場
- シュランゲンバート・クアパルクのブール広場
- ゲオルゲンボルンのハインツ＝グライン体育館
- ベールシュタット体育館
- ハウゼン・サッカー場

### 遊歩道
- ラインシュタイクは、シュランゲンバート近郊のヴァルフタールを通る遊歩道で、ヴィースバーデン近郊のビープリヒ城（ドイツ語版、英語版）からローレライ、「敵対する兄弟の城」（リーベンシュタイン城（ドイツ語版、英語版）とシュテレンベルク城（ドイツ語版、英語版））、ラーンエック城（ドイツ語版、英語版）を経てボンに至る。
- ラウエンタールへの遊歩道（約45分）ラインタールを望む優れた眺望が得られる。
- ヒンターランツヴァルトに近いハウゼン・フォア・デア・ヘーエの「フェルスター＝ビッター＝アイヒェ」駐車場の周回遊歩道
- 土着最大で、無毒のクスシヘビに関する生物学、危険性、保護措置についての案内板が設けられた「シュランゲンプファート」（ヘビの径）
- ラインガウアー・ゲビュック遊歩道（ラインガウ鹿砦遊歩道）は、ニーダーヴァルフからロルヒに至る遊歩道で、シュランゲンバートを通る。

### 温泉業

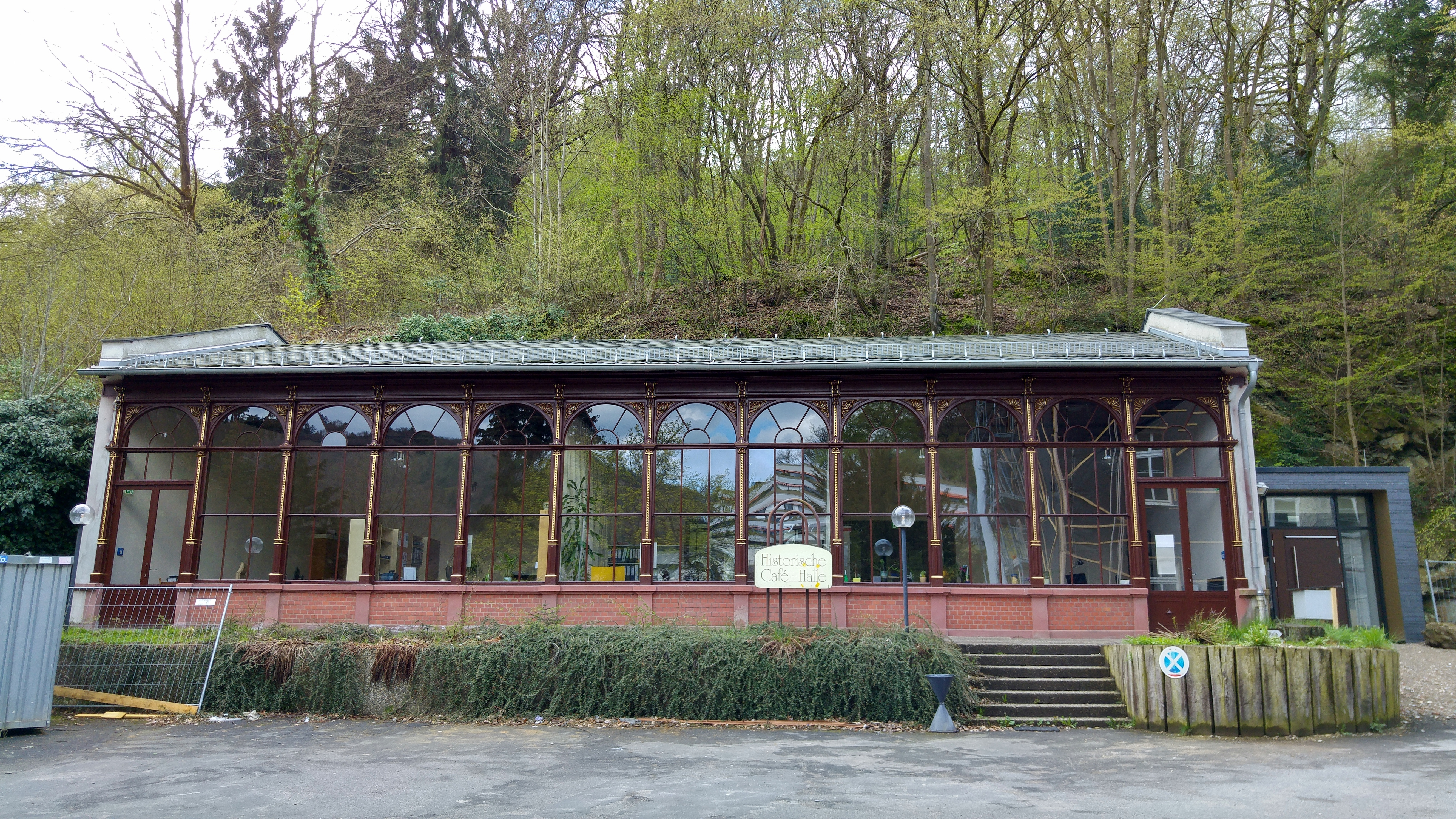
シュランゲンバートの Historische Caféhalle

シュランゲンの温泉源は17世紀中頃に発見された。1830年にフランシス・ヘッドが「バブルス・フロム・ザ・ブルネン・オブ・タウヌス」を上梓したことで、このタウヌスの温泉はイギリスで知られるようになった。ナッサウによる併合と「バブルス」上梓後の隆盛期には、エムスやヴィースバーデンに比べて立地条件の不利はなかった。しかしそれは、1845年頃に郵便馬車の旅が、より早く、快適で、便利な鉄道によって時代遅れになるまでのことであった。1838年には合計1,564人の温泉客が訪れたが、1865年にはイギリス人温泉客は約600人に減少した。フランス皇后ウジェニーがたびたび訪れたことで、フランス人客はしばらくの間増加した。ドイツの貴族は、比較的寛いで休養できるため、シュランゲンバートを好んだ。1931年から屋外温水プールが存在する。健康保健の患者は1950年に初めて温泉に入ることを許された。特徴的なドイツの温泉建築である Historische Caféhalle（直訳: 歴史的コーヒーホール）は、19世紀初めから保存されている。現在では9つの源泉が開発されている。21から32℃の温泉がベールシュテッター・コプフの南斜面から湧出している。リウマチやその他の炎症性疾患の治療が行われている。
ギャンブル: 1709年に初めて、イタリア人ピエトロ・ヴェレーナにカジノの許可が与えられた。これにより設けられた小屋は1721年にマインツのマルティン・ツェットに譲渡された。18世紀後半には、数多くの小さなカジノが営業しており、この小さな町の温泉客の興味を集めていた。1830年代初めにシュヴァルバッハとシュランゲンバートのカジノを借りて経営していたのは、カッセルのデンプン工場主で「宮廷煙突掃除人」の異名をとるフリードリヒ・キューネマンであった。この認可（ナッサウ公国のすべてのカジノに対する認可）は、バーデン＝バーデンから追放されたアトワーヌ・シャベールが1834年から保持した。シャベールは1845年にこの権利を放棄し、カジノは閉鎖されることとなった。

### 教育機関
- ベールシュタット基礎課程学校

## 人物

### 出身者
- マックス・クノール（1897年 - 1969年）電子技師。電子顕微鏡の発明者の1人。

### ゆかりの人物
- エリー・ナイ（1882年 - 1968年）ピアニスト
- ルートヴィヒ・ベルガー（ドイツ語版、英語版）（1892年 - 1969年）映画監督、文筆家
- フォルカー・シュレンドルフ（1939年 - ）映画監督、脚本家

## 参考図書
- シュランゲンバート - Hessischen Bibliographie
- Literatur zu - ドイツ国立図書館の蔵書目録（ドイツ語）より。